# Tournoi d'Antalya
Le Tournoi Grand Chelem d'Antalya (anciennement Tournoi Grand prix de Samsun) est une compétition de judo organisée annuellement depuis 2013 à Samsun en Turquie. À partir de 2017, le tournoi déménage à Antalya.

## Palmarès masculin
| Année        | -60 kg                  | -66 kg               | -73 kg               | -81 kg             | -90 kg                  | -100 kg           | +100 kg             |
| Grand Prix   | Grand Prix              | Grand Prix           | Grand Prix           | Grand Prix         | Grand Prix              | Grand Prix        | Grand Prix          |
| ------------ | ----------------------- | -------------------- | -------------------- | ------------------ | ----------------------- | ----------------- | ------------------- |
| 2013         | Amartuvshin Dashdavaa   | Georgii Zantaraia    | Musa Mogushkov       | Loïc Pietri        | Kirill Denisov          | Adlan Bisultanov  | Magomed Nazhmudinov |
| 2014         | Beslan Mudranov         | David Larose         | Christopher Voelk    | Sven Maresch (cs)  | Beka Gviniashvili       | Cyrille Maret     | Adam Okruashvili    |
| 2015         | Sharafuddin Lutfillaev  | Rishod Sobirov       | Rustam Orujov        | Loïc Pietri        | Noël Van't End          | Elmar Gasimov     | Faïcel Jaballah     |
| 2016         | Bekir Ozlu              | Kim Limhwan          | Damian Szwarnowiecki | Ivaylo Ivanov      | Khusen Khalmurzaev      | Beka Gviniashvili | Teddy Riner         |
| 2017         | Gusman Kyrgyzbayev (en) | Abdula Abdulzhalilov | Mirzahid Farmonov    | Stanislav Semenov  | Altanbagana Gantulga    | Adlan Bisultanov  | Lukáš Krpálek       |
| 2018         | Albert Oguzov           | Bagrati Niniashvili  | Tommy Macias         | Vedat Albayrak     | Komronshokh Ustopiriyon | Zelym Kotsoiev    | Inal Tasoev         |
| 2019         | Yeldos Smetov           | Denis Vieru          | An Chang-rim         | Luka Maisuradze    | Mikael Özerler          | Alexandre Iddir   | Roy Meyer           |
| Grand Chelem |                         |                      |                      |                    |                         |                   |                     |
| 2021         | Jorre Verstraeten       | Hifumi Abe           | Fabio Basile         | Vedat Albayrak     | Marcus Nyman            | Zelym Kotsoiev    | Tamerlan Bashaev    |
| 2022         | Yang Yung-wei           | Denis Vieru          | Giorgi Terashvili    | Guilherme Schimidt | Iván Felipe Silva       | Jorge Fonseca     | Guram Tushishvili   |
| 2023         | Luka Mkheidze           | Maxime Gobert        | Manuel Lombardo      | Matthias Casse     | Noël van 't End         | Aaron Fara        | Jelle Snippe        |
| 2024         | Ayub Bliev              | Hifumi Abe           | Adil Osmanov         | Takanori Nagase    | Sanshiro Murao          | Jorge Fonseca     | Teddy Riner         |

## Palmarès féminin
| Année        | -48 kg                  | -52 kg                | -57 kg            | -63 kg                   | -70 kg             | -78 kg               | +78 kg            |
| Grand Prix   | Grand Prix              | Grand Prix            | Grand Prix        | Grand Prix               | Grand Prix         | Grand Prix           | Grand Prix        |
| ------------ | ----------------------- | --------------------- | ----------------- | ------------------------ | ------------------ | -------------------- | ----------------- |
| 2013         | Charline Van Snick      | Majlinda Kelmendi     | Sabrina Filzmoser | Gévrise Émane            | Sally Conway       | Luise Malzahn        | Belkıs Zehra Kaya |
| 2014         | Irina Dolgova           | Majlinda Kelmendi     | Laetitia Blot     | Kathrin Unterwurzacher   | Laura Vargas-Koch  | Luise Malzahn        | Nihel Chikhrouhou |
| 2015         | Paula Pareto            | Distria Krasniqi      | Viola Waechter    | Anicka van Emden         | Linda Bolder       | Madeleine Malonga    | Sisi Ma           |
| 2016         | Otgontsetseg Galbadrakh | Gulbadam Babamuratova | Hélène Receveaux  | Margaux Pinot            | Marie-Eve Gahié    | Madeleine Malonga    | Kim Jiyoun        |
| 2017         | Otgontsetseg Galbadrakh | Distria Krasniqi      | Nora Gjakova      | Kathrin Unterwurzacher   | Anka Pogačnik      | Anastasiya Dmitrieva | Kayra Sayit       |
| 2018         | Catarina Costa          | Distria Krasniqi      | Nora Gjakova      | Magdalena Krssakova      | Anna Bernholm      | Loriana Kuka         | Sebile Akbulut    |
| 2019         | Distria Krasniqi        | Andreea Chițu         | Julia Kowalczyk   | Maylin Del Toro Carvajal | Elisavet Teltsidou | Anna-Maria Wagner    | Iryna Kindzerska  |
| Grand Chelem |                         |                       |                   |                          |                    |                      |                   |
| 2021         | Francesca Milani        | Diyora Keldiyorova    | Christa Deguchi   | Lucy Renshall            | Kim Polling        | Shori Hamada         | Raz Hershko       |
| 2022         | Narantsetseg Ganbaatar  | Réka Pupp             | Jessica Klimkait  | Lucy Renshall            | Marie-Ève Gahié    | Anna-Maria Wagner    | Léa Fontaine      |
| 2023         | Blandine Pont           | Amandine Buchard      | Rafaela Silva     | Ketleyn Quadros          | Saki Niizoe        | Audrey Tcheuméo      | Kayra Sayit       |
| 2024         | Natsumi Tsunoda         | Uta Abe               | Christa Deguchi   | Kim Ji-su                | Michaela Polleres  | Madeleine Malonga    | Julia Tolofua     |